# Edoardo Imparati

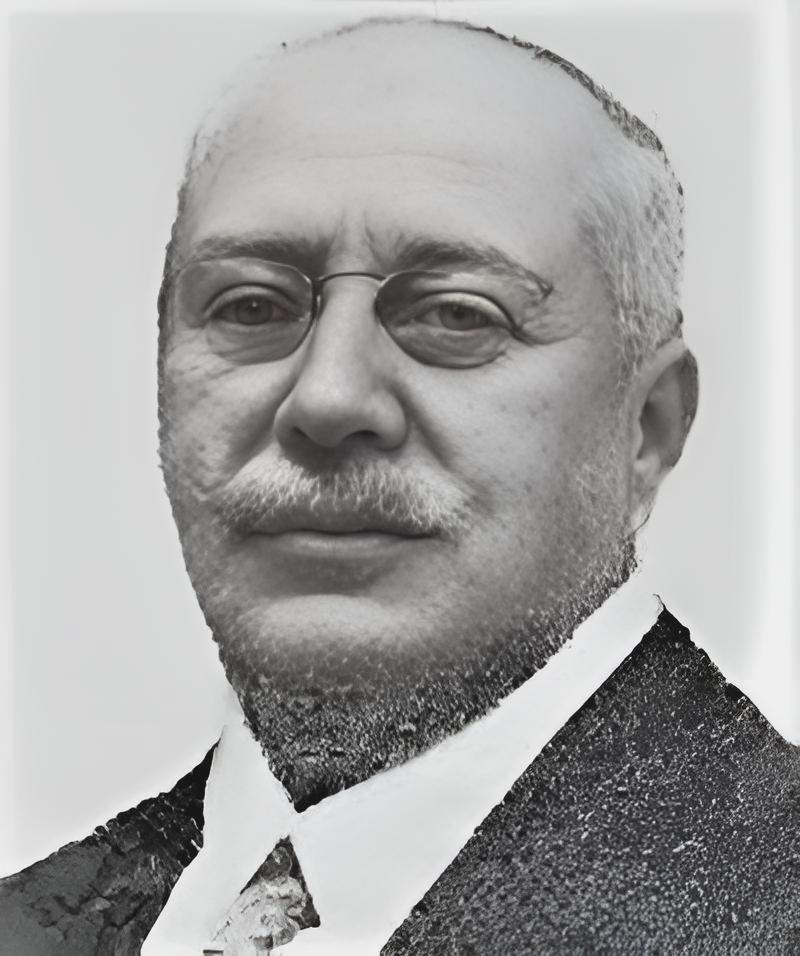
Edoardo Imparati (circa il 1925)

Edoardo Imparati (Piacenza, 27 gennaio 1872 – Piacenza, 30 luglio 1945) è stato un ornitologo e naturalista italiano, e un medico specializzato in dermosifilopatia.

## Biografia
Edoardo Imparati nacque a Piacenza da Mariano, medico chirurgo nativo di Salerno, e da Giustina Pizzi.

### La formazione giovanile e l'inizio della attività di insegnamento
Allievo di Pietro Pavesi, zoologo della R. Università degli Studi di Pavia, si laureò in Scienze naturali nel 1896 quando già, dall'anno precedente, svolgeva l’incarico di insegnante di Scienze naturali nel Collegio comunale Vittorio Emanuele II di Castel San Giovanni. Era stato anche nominato Conservatore del Gabinetto di Storia naturale del R. Istituto Tecnico Gian Domenico Romagnosi di Piacenza (Istituto di Istruzione Superiore “Gian Domenico Romagnosi”) e assistente della cattedra di Scienze naturali ed agraria che era stata di Michele del Lupo e di Giacomo Trabucco.

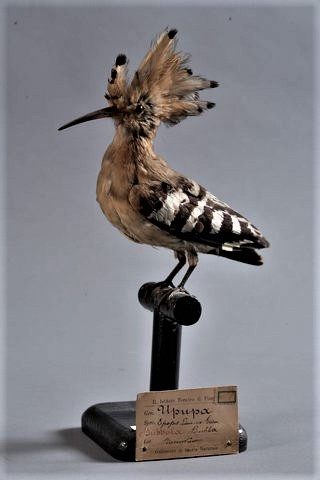
Esemplare di upupa (Upupa epops Linnaeus, 1758) della collezione ornitologica del Museo Civico di Storia naturale di Piacenza. Faceva parte della raccolta del R. Istituto Tecnico di Piacenza, riordinata e ampliata da E. Imparati (Immagine riprodotta per gentile concessione del Museo Civico di Storia naturale di Piacenza).

Al R. Istituto Tecnico si incaricò di riordinare, catalogare e ampliare la già consistente collezione ornitologica portandola a circa 350 esemplari determinati, che poi sarebbero stati donati al nascente Museo di Storia naturale di Piacenza (Museo Civico di Storia Naturale, dal 2007), dove sarebbero andati a costituire il nucleo principale del percorso espositivo museale, per quanto riguarda l’avifauna.

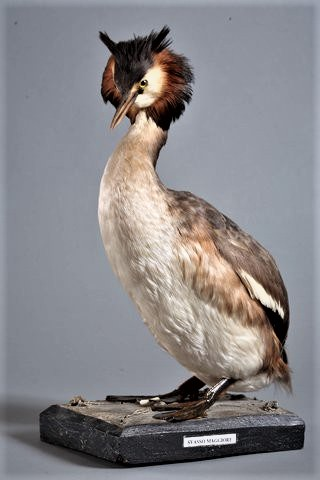
Esemplare di svasso maggiore (Podiceps cristatus Linnaeus, 1758) della collezione ornitologica del Museo Civico di Storia naturale di Piacenza, proveniente dalla raccolta del R. Istituto Tecnico di Piacenza, riordinata e ampliata da E. Imparati (Immagine riprodotta per gentile concessione del Museo di Storia naturale di Piacenza).

Forte delle sue profonde conoscenze naturalistiche, diede inizio alla sua produzione scientifica pubblicando, tra l'altro, nel 1897 Coleotteri del Piacentino, un primo catalogo delle specie determinate ed elencate della collezione entomologica del R. Istituto Tecnico e, successivamente nel 1888 e nel 1889, le due monografie sull'avifauna del territorio di Piacenza: Uccelli del Piacentino e Uccelli del Piacentino: 2ª Nota.

### Il periodo ravennate, l'insegnamento e la professione medica

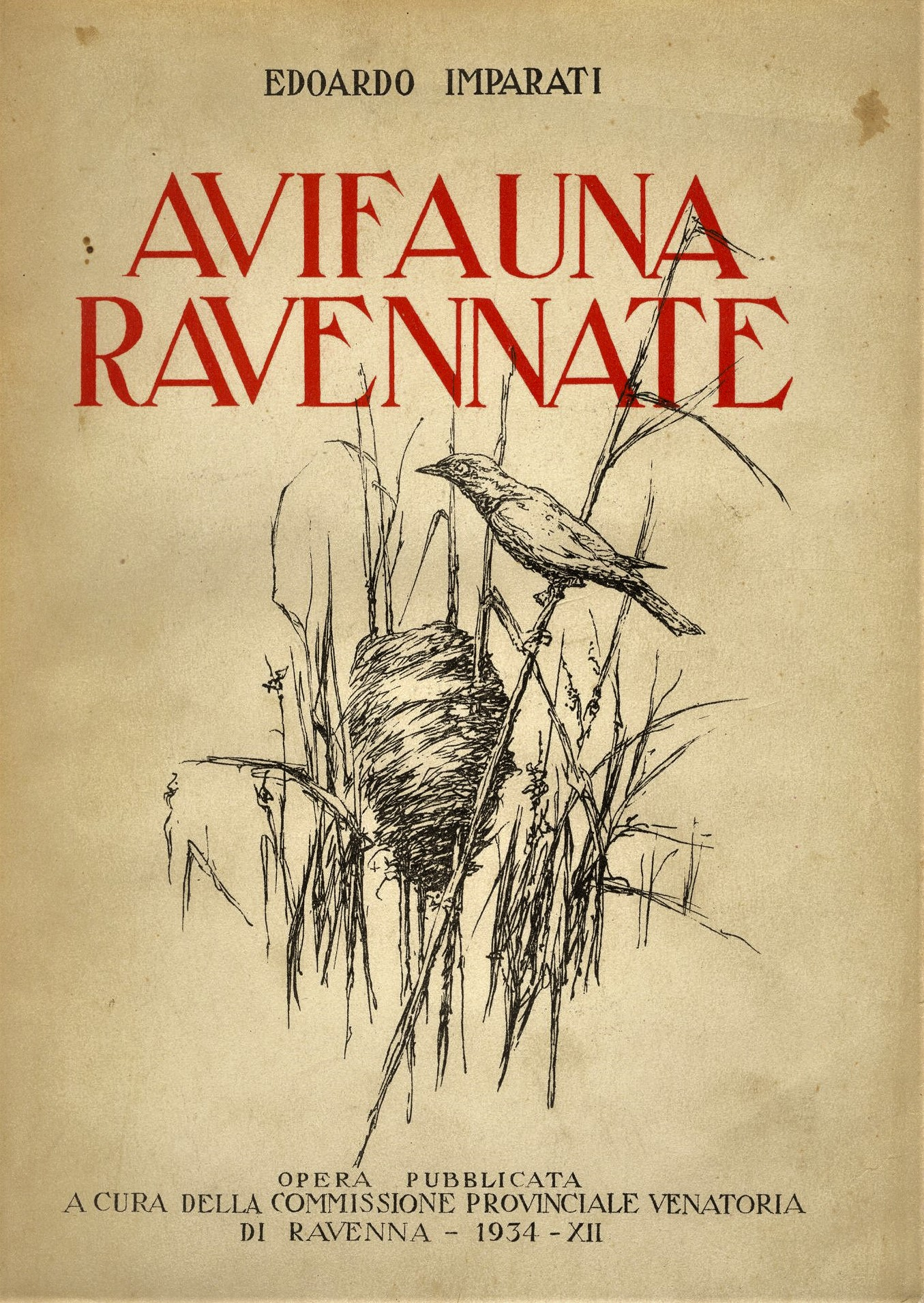
Copertina di Avifauna Ravennate (1934) di E. Imparati (immagine tratta da: Imparati, 1934).

Nell'ottobre del 1900 si trasferì a Ravenna, nominato reggente di scienze fisiche e naturali presso la R. Scuola normale femminile "Margherita di Savoia" (successivamente: Liceo Classico "D. Alighieri" - Istituto Magistrale "Margherita di Savoia"), incarico che manterrà fino al 1922 quando, per le conseguenze di una grave malattia contratta nel 1917, si vide costretto a chiedere il collocamento in aspettativa.
Intanto aveva iniziato a frequentare, a titolo di studio, l’Ospedale di Ravenna e a seguire i corsi di Medicina e Chirurgia presso la R. Università di Bologna dove, allievo di Domenico Majocchi conseguì, nel 1906, la sua seconda laurea con una tesi su: L'eredità sifilitica della seconda generazione (eredo-sifilide), pubblicata da Vallardi nel 1907 e, successivamente, la qualifica di specialista in dermosifilopatia, avviando questa professione che avrebbe esercitato fino all'estate del 1944.
Durante quegli anni trascorsi a Ravenna, come insegnante e come medico specialista, si intensificò la sua attività di studio e di ricerca e più prolifica e multiforme divenne la sua produzione scientifica. Scrisse infatti saggi di patologia e di pratica medica in dermosifilopatia, di ittiologia, erpetologia e batracologia del territorio piacentino, oltre che, naturalmente, di ornitologia. Nel 1934 fu pubblicata la sua monografia più rilevante: Avifauna ravennate. È un trattato di oltre 300 pagine con 283 illustrazioni, contenente un elenco ragionato di 233 specie osservate in Romagna, comprensivo di classificazione, nomi scientifici (in nomenclatura trinomiale), nomi dialettali o popolari, distribuzione geografica, frequenza, nidificazione, migrazioni,  rapporti con l'agricoltura, luoghi di cattura e di caccia, oltre ad informazioni più generali sulle caratteristiche degli habitat naturali dell'Agro ravennate. L’importanza dell’opera è testimoniata anche dalla pubblicazione, nel 1981, di una sua ristampa anastatica.

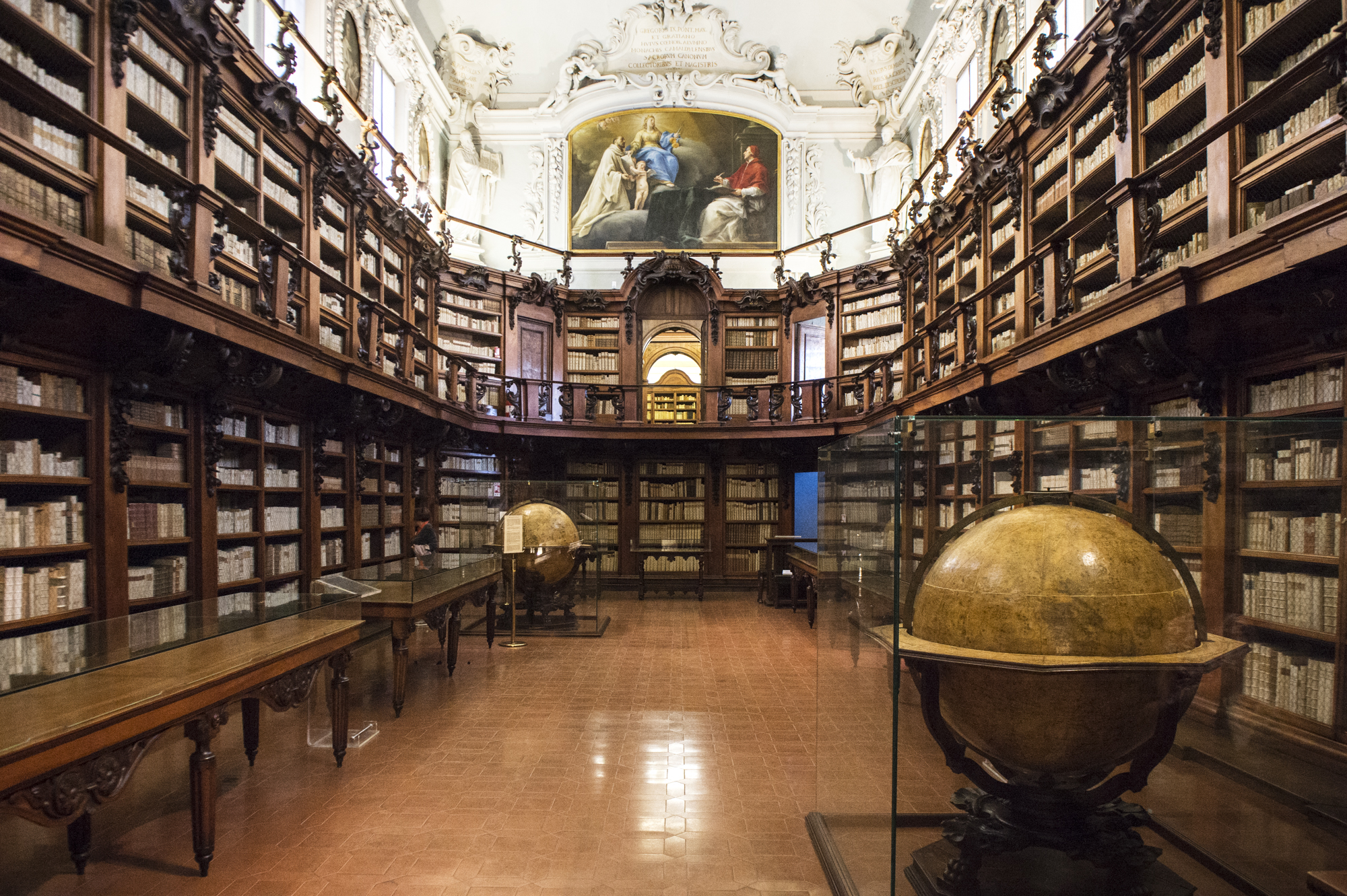
Ravenna. Biblioteca Classense.

Nella notte del 25 agosto 1944, la sua casa di Ravenna venne colpita durante un violento bombardamento aereo. La sua devota governante morì, lui sopravvisse ma rimase sepolto a lungo sotto le macerie. Nella tragedia, che segnò la fine della sua attività professionale e scientifica, perse gran parte delle sue raccolte naturalistiche tra cui la collezione ornitologica sulla quale stava ancora lavorando per la monografia: Uccelli esotici da gabbia e da uccelliera. L'opera, di quasi 500 pagine, è rimasta così allo stato di manoscritto ed è conservata nella Biblioteca Classense di Ravenna.
Morì nell'estate dell'anno successivo,  poco dopo essere ritornato a Piacenza.

## Opere

### Pubblicazioni scientifiche di ornitologia
- Uccelli del piacentino., in Avicula. Giorn Orn. It., II, n. 9, Siena, Tip. e Lit. Sordo-muti di L. Lazzeri, 1º giugno 1898,  pp. 75-80.
- Uccelli del piacentino. 2° Nota, in Avicula. Giorn Orn. It., III, n. 21-22, Siena, Tip. e Lit. Sordo-muti di L. Lazzeri, 1º ottobre 1899,  pp. 128-139.
- A proposito del Mignattaio in provincia di Piacenza, in Avicula. Giorn Orn. It., n. 9-11, Siena, Tip. e Lit. Sordo-muti di L. Lazzeri, 1905,  p. 102.
- Uccelli del piacentino (Aggiunta del sig. O Ferragni), in Avicula. Giorn Orn. It., XII, n. 127-128, Siena, Agenzia del giornale, 1909,  pp. 82-84.
- Uccelli del Ravennate, in Avicula. Giorn Orn. It., XIII, n. 137-138, Tip. e Lit. Sordo-muti di L. Lazzeri, 1909,  pp. 49-60; (cont.), n. 139-140,  pp. 73-87; (cont.), 141-142 e 143-144,  pp. 105-115; (cont.), XIV, n. 145, 1910,  pp. 3-10; (cont.), n. 146,  p. 25; (cont.), n. 147,  pp. 35-37; (cont.), n. 148,  p. 57; (cont.), n. 149,  pp. 61-70; (cont. e fine), n. 150,  pp. 84-86.
- Uccelli del Ravennate (Seconda nota), in Riv. It. di Ornitologia, II, ser. II, n. 2, Milano, Tip. Successori Fusi, 1932,  pp. 103-114; (Cont. e fine), n. 4,  pp. 225-239.
- Uccelli del Ravennate (Aggiunte al fascicolo III e IV, 1932 della Riv. It di Ornitologia), in Riv. It. di Ornitologia, III, ser. II, n. 2, Milano, Tip. Successori Fusi, 1933,  pp. 143-144
- Comparsa di Nocciolaia (Nucifraga caryocatactes caryocatactes, L. 1758) nel Ravennate, in Riv. It. di Ornitologia, IV, ser. II, n. 2, Milano, Tip. Successori Fusi, 1934,  pp. 86-87.
- Avifauna Ravennate, Faenza, Commissione provinciale venatoria di Ravenna. Tip. F. Lega, 1934,  pp. 1-318.
- Cattura di un fenicottero nel Ravennate, in Riv. It. Ornitologia, VII, ser. II, n. 1, Milano, 1937,  p. 58.
- Intorno ad una forma poco nota del gen. Quelea (Reichenbach) "Quelea quelea russi (Finsh)", in Riv. It. di Ornitologia, VII, ser. II, n. 3, Milano, Tip. Successori Fusi, 1937,  pp. 155-166.
- I rapaci dell'avifauna piacentina, Piacenza, Soc. Tip. Editoriale Porta, 1937,  pp. 1-18. (Già pubbl. in: Strenna dell'anno XV, Piacenza, Istituto nazionale di cultura fascista. Sezione di Piacenza, 1937,  pp. 91-97, fig. 30).
- L'Hirundapus caudacuta caudacuta (Lathm) nel ravennate. (Terza comparsa fino ad ora osservata in Europa), in Riv. It. di Ornitologia, VIII, ser. II, n. 2, Milano, 1938,  pp. 76-86; (Cont. e fine), n. 3, 1938,  pp. 128-136.[14]
- Qualche correzione ed alcune risposte all'articolo dei signori Zangheri e Brandolini "Sull'annunciata cattura di Hirundapus c. caudacuta (Lath.) nel Ravennate", in Riv. It. Ornitologia, IX, ser. II, n. 1, Milano, Tip. Successori Fusi, 1939,  pp. 41-43.[14]
- Intorno alla cattura di una Passerella iliaca iliaca (Merr.) avvenuta in Genova, in Riv. It. di Ornitologia, IX, ser. II, n. 3, Milano, Tip. Successori Fusi, 1939,  pp. 198-201.

### Pubblicazioni scientifiche di scienze naturali diverse dall'ornitologia
- Sunti ed appunti sulla partenogenesi vegetale ed animale, in Rivista It. Sc. Nat. e Boll. del Naturalista, XV, n. 2, Siena, Tip. e Lit. Sordo-muti di L. Lazzeri, 1895,  pp. 23-25.
- Contribuzione alla miologia delle regioni antero-laterali del torace, costale e delle spalle nelle scimmie, in Rivista It. Sc. Nat. e Boll. del Naturalista, XV, n. 10, Siena, Tip. e Lit. Sordo-muti di L. Lazzeri, 1895,  pp. 118-121; Continuazione, n. 11, 1895,  pp. 129-132;  Continuazione, n. 12, 1895,  pp. 145-148;  Continuazione, n. 12, 1895,  pp. 145-148; Continuazione, XVI, n. 1, 1896,  pp. 7-9;  Continuazione e fine, XVI, n. 1, 1896,  pp. 17-23.
- Coleotteri del piacentino, in Rivista It. Sc. Nat. e Boll. del Naturalista, XVII, 3 e 4, Siena, 1897,  pp. 35-37 e pp. 49-51.
- I pesci del piacentino, Piacenza, Soc. Tip. Editoriale Porta, 1938,  pp. 1-14. (Già pubbl. in: Strenna dell'anno XVI, Piacenza, Istituto nazionale di cultura fascista. Sezione di Piacenza, 1938,  pp. 5-19).
- Gli anfibi del piacentino, Piacenza, Soc. Tip. Editoriale Porta, 1939,  pp. 1-10. (Già pubbl. in: Strenna dell'anno XVII, Piacenza, Istituto nazionale di cultura fascista. Sezione di Piacenza, 1939,  pp. 174-183).
- I rettili del piacentino, Piacenza, Soc. Tip. Editoriale Porta, 1940,  pp. 1-11. (Già pubbl. in: Strenna dell'anno XVIII, Piacenza, Istituto nazionale di cultura fascista. Sezione di Piacenza, 1940,  pp. 151-162, fig. 21).

### Pubblicazioni scientifiche di medicina
- La sifilide ereditaria della seconda generazione: eredo-eredo-sifilide, Milano, Vallardi, 1907,  pp. 1-32.
- Esantema da blenorragia. Comunicazione letta al XV Congresso sanitario interprovinciale dell'Alta Italia, Trento e Trieste il 21 settembre 1908, Piacenza, Stab. Tip. A. Bosi, 1908,  pp. 1-12.
- Sopra un caso di psoriasi volgare coniugale, in Giornale italiano della malattie veneree e della pelle, LII, fasc. VI, Milano, Tip. degli Operai, 1912,  pp. 746-754.
- Acariasi da grano, in La Romagna Agricola, Industriale e Commerciale, XIV, n. 9-10, Ravenna, Tip. Ravegnana,  pp. 1-7.

### Pubblicazioni di argomenti vari
- Lettera aperta a Sua Eccellenza il Ministro della Pubblica Istruzione, in Rivista It. Sc. Nat. e Boll. del Naturalista, XIV, n. 4, Siena, Tip. e Lit. Sordo-muti di L. Lazzeri, 1994,  p. 51.
- Cenno necrologico del Dottor Raffaello Zoja, in Rivista It. Sc. Nat. e Boll. del Naturalista, XVI, n. 11, Siena, Tip. e Lit. Sordo-muti di L. Lazzeri, 1896,  p. 144.
- I raggi di Rontgen, in Rivista It. Sc. Nat. e Boll. del Naturalista, XVI, n. 5, Siena, Tip. e Lit. Sordo-muti di L. Lazzeri, 1896,  pp. 57-58.
- Necrologia del Grand'ufficiale Comm. Pietro Pavesi, in Rivista It. Sc. Nat. e Boll. del Naturalista, XVII, n. 7-8, Siena, 1897,  pp. 76-77.
- Sulla efficacia degli spari grandinifughi, in L'Italia agricola. Giornale di agricoltura, XXXVIII, Piacenza, 1901,  pp. 442-444.
- Per l'insegnamento delle Scienze Naturali nelle scuole secondarie, in Rivista It. Sc. Nat. e Boll. del Naturalista, XXIII, n. 9-10, Siena, Tip. e Lit. Sordo-muti di L. Lazzeri, 1903,  pp. 113-115.
- L'industria del petrolio nel Piacentino, in Rivista d'Italia, IX, fasc. IX, Roma, Soc. Ed. Dante Alighieri,  pp. 455-465.